# Ordynacja preferencyjna

Przykładowa karta do głosowania w systemach ordynacji preferencyjnej (np. metodą Schulze'a): wyborca głosuje preferencyjnie, oznaczając wybranych kandydatów numerami: '1' obok najbardziej preferowanego kandydata, '2' obok następnego w kolejności preferencji, itd. Nieoznaczeni kandydaci stają się domyślnie uszeregowani według jednakowej, niższej preferencji od kogokolwiek oznaczonego. Istnieją ordynacje preferencyjne gdzie wymaga się od wyborcy zaznaczenia wszystkich kandydatów.

Ordynacja preferencyjna – system wyborczy, w którym wyborcy głosują szeregując kandydatów w kolejności od najbardziej preferowanego do najmniej.
Wyborca na karcie wyborczej wpisuje odpowiednie liczby obok nazwisk kandydatów. Stawia jedynkę obok najbardziej preferowanego, dwójkę przy następnym w kolejności preferencji itd. W zależności od stosowanego rozwiązania, istnieje obowiązek szeregowania wszystkich kandydatów, bądź też dowolnej ich liczby. W tym systemie głosuje się na kandydatów (głosowanie personalne), a nie na partie. Taki sposób głosowania jest odmienny od głosowania z zastosowaniem ordynacji większościowych i proporcjonalnych, w których wyborca wskazuje tylko jednego kandydata.
Głosowanie preferencyjne związane jest z wieloma typami ordynacji wyborczych, z których najbardziej popularne są systemy transferowe – Pojedynczy Głos Przechodni (STV, Single Transferable Vote) i Głos Alternatywny (AV, Alternative Vote), stosowane m.in. w Irlandii, na Malcie i w Australii. Łączą one głosowanie personalne z proporcjonalnością wyników.

## Wyborcza ordynacja proporcjonalnego głosu alternatywnego
To jednomandatowy system wyborów parlamentarnych z proporcjonalnym wyborem przedstawiciela okręgu, wykorzystujący ordynację preferencyjną. Jest to szczególny rodzaj jednomandatowej ordynacji stosowanej w Australii, a także w wyborach prezydenckich w Irlandii. Ordynacja ta może być scharakteryzowana jako jednomandatowy system głosu przechodniego. Jest zatem pochodną Brytyjskiej Reprezentacji Proporcjonalnej.
Charakterystyczną cechą proporcjonalnej poprzez głos przechodni jednomandatowej ordynacji australijskiej jest wzmocnienie grup mniejszościowych, których głos współdecyduje o wyniku wyborczym. W przeciwieństwie do ordynacji większościowych, dzięki metodzie głosu przechodniego mniejszość ma wpływ na końcowy wynik wyborów. 
Wyborca głosuje szeregując kandydatów na karcie wyborczej według własnych preferencji (przeważnie numerycznie – 1, 2, 3, itp.). Następuje pierwsze przeliczenie głosów, po którym odpada kandydat z najmniejszym poparciem, a jego głosy rozdziela się proporcjonalnie do preferencji wyborców (jego głosy trafiają do kandydata który otrzymał na tych kartach preferencję nr 2; następnie 3 itd.). Liczenie głosów jest powtarzane, aż w końcu wyłoniony zostaje najbardziej preferowany przez wszystkich głosujących zwycięzca.
W tym jednomandatowym systemie proporcjonalny wybór następuje w jednej turze głosowania (ale kilku turach liczenia głosów) i lepiej oddawane są preferencje wyborcze obywateli niż w metodach większościowych (jak np. w odmianie westminsterskiej pierwszy na mecie, gdzie brakuje proporcjonalnego odzwierciedlenia opinii obywateli lub w jednomandatowym systemie francuskim,  gdzie zmniejsza się motywacja do udziału w wyborach wśród tych głosujących, których kandydat nie przeszedł do kolejnej tury).
Jest to jednak system bardziej skomplikowany i mniej transparentny niż system pierwszy na mecie. Tym niemniej wspierany jest przez wielu prominentnych polityków amerykańskich jak Howard Dean czy Ralph Nader jako alternatywę dla obecnie funkcjonującego systemu wyborczego w Stanach Zjednoczonych i w Wielkiej Brytanii (proponowany przez Partię Liberalną).
System wyborów preferencyjnych (rankingowych) faworyzuje polityków umiarkowanych, eliminując znanych kandydatów radykalnych, którzy przy dużym poparciu głównych grup społecznych (tzw. większość) mają równocześnie wysoki poziom nieufności wśród pozostałych grup wyborców (tzw. mniejszość).